# Peste bovine
 Mise en garde médicale

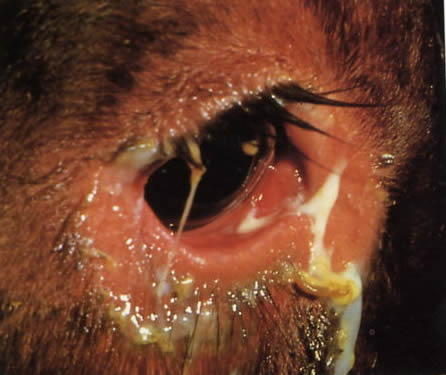
Œil d'un bovin atteint de la peste bovine.

La peste bovine était une maladie virale infectieuse des bovins domestiques et de certains bovins sauvages causée par Morbillivirus pecoris, le virus de la peste bovine. Elle était caractérisée par de la fièvre, des lésions de la bouche, de la diarrhée, des nécroses lymphoïdes et une forte mortalité. La peste bovine est considérée comme la maladie du bétail la plus meurtrière de l'histoire. Il s'agit de la deuxième maladie infectieuse à être totalement éradiquée du globe, après la variole. 
L’Organisation des Nations unies pour l'alimentation et l'agriculture l'a déclarée éradiquée en octobre 2010 ; l'Organisation mondiale de la santé animale (OIE) l'a à son tour déclarée éradiquée le 25 mai 2011.

## Histoire

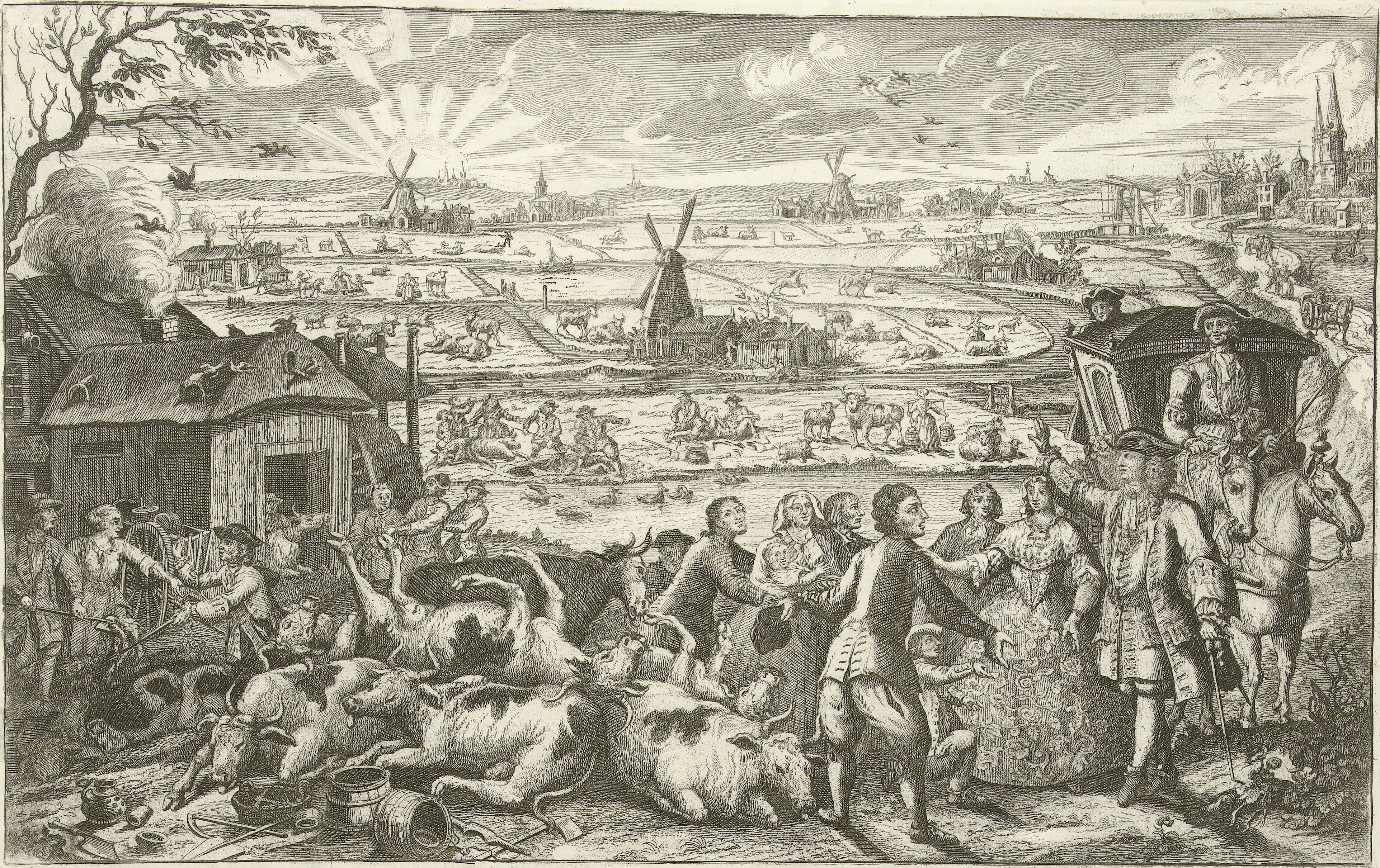
Peste bovine aux Pays-Bas, gravure de 1745.

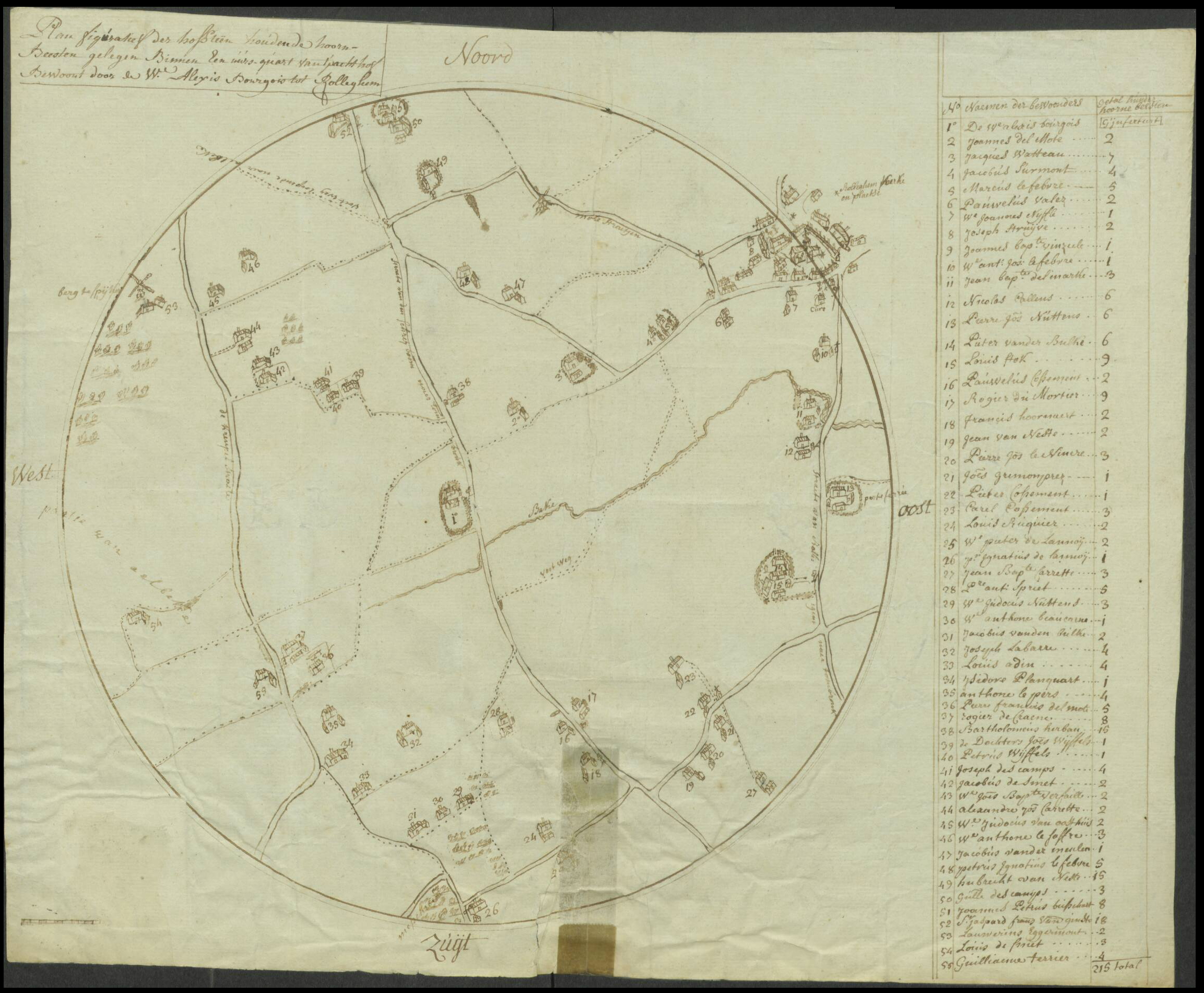
Carte de 1774 présentant l'emplacement de fermes avec bovins à Rollegem, actuellement en Belgique, établie pour la lutte contre la propagation de la peste bovine.

Des épidémies de peste bovine sont déjà rapportées au IVe siècle avant notre ère sur les continents asiatique, européen et africain. Elle aurait été introduite en Europe depuis l'Asie grâce aux routes migratoires et commerciales.
Deux cents millions de bœufs en sont victimes entre 1740 et 1760 et c’est à cause d’elle qu’ont été fondées les premières écoles vétérinaires.

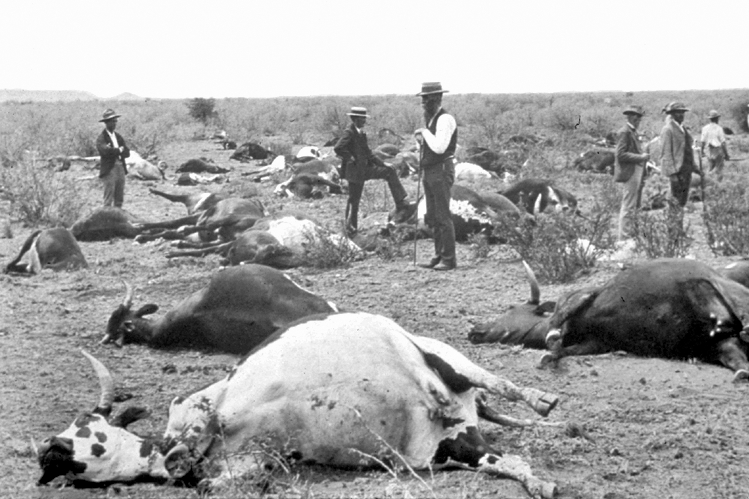
Épizootie de peste bovine en Afrique du Sud, 1896.

En 1871, une épidémie de peste bovine ayant provoqué une mortalité très importante de bœufs dans le nord du Finistère, notamment à Landerneau où 2 500 bœufs avaient été rassemblés en janvier 1871 afin de pourvoir au ravitaillement de Paris pendant la Guerre de 1870, il devint très important d'enfouir au plus vite les cadavres de ces animaux ; 600 à 800 d'entre eux furent placés dans deux vieux navires, la Salve et le Podor, que l'on fit couler à coups de canons entre Ouessant et Porspoder ; les cadavres de certains de ces animaux vinrent s'échouer sur la côte de Porspoder (d'autres à Ouessant, Béniguet et même l'Île Vierge), où ils furent immédiatement enterrés.
Dans les années 1880, elle a provoqué des pertes d’un million de têtes de bétail en Russie et en Europe centrale ; une épidémie au cours des années 1890 a tué 80 à 90 % de tout le bétail d'Afrique du Sud. Sir Arnold Theiler a contribué à la mise au point d’un vaccin qui a réduit l’épidémie.
On a constaté qu’il s’agissait d’une maladie infectieuse. En 1899, du bétail a été infecté avec des filtrats dépourvus de bactéries, signe d'une infection virale analogue à ce qui était découvert à la même époque pour la mosaïque du tabac.
La peste bovine est introduite par l'armée italienne dans la Corne de l'Afrique à la fin du XIXe siècle. De là, elle se répand dans toute l'Afrique et tue des millions de bovidés, causant ainsi d'importants dégâts aux sociétés humaines locales.
Les dernières grandes épidémies de peste bovine sont observées en Bulgarie en 1913, pendant la Guerre des Balkans, et en 1920 en Belgique via des zébus arrivés d'Inde et en escale au port d'Anvers,. C'est ce dernier événement qui conduit à la création de l'Office international des épizooties, renommé depuis en Organisation mondiale de la santé animale. Cette seconde épidémie, cependant, grâce à une campagne de vaccination prophylactique ne tue que 2 000 têtes de bétail.
Plus récemment, on estime qu’une autre épidémie de peste bovine qui a sévi dans la plus grande partie de l’Afrique en 1982-1984 a coûté au moins 2 milliards de dollars US en perte de cheptel dans le seul Nigéria. En 1994, au nord du Pakistan, un foyer a décimé plus de 50 000 bovins et buffles. Le dernier foyer connu de peste bovine a éclaté au Kenya en 2001.
En 1999, est décerné le World Food Prize au Dr Walter Plowright, pour avoir élaboré un vaccin contre la peste bovine. 
Le dernier cas de peste bovine est identifié au Kenya en 2001. 
La FAO annonçait que, grâce à la vaccination, la peste bovine devrait être officiellement éradiquée en mi-2011. Ce serait la première fois qu’une maladie animale est éradiquée à l’état sauvage, et seulement la deuxième fois que l’Humanité vient à bout d’une maladie, après la variole en 1980,. Au cours d'un symposium tenu à Rome à la mi-octobre 2010, la peste bovine est déclarée officiellement éradiquée par la FAO.
Le virus n'existe alors plus que dans une quinzaine de laboratoires au monde, afin d'être rendu disponible pour la production de vaccin si jamais la peste réapparraissait.
La parentalité immunologique entre les virus de la peste bovine et de la maladie de Carré a permis de faire l'hypothèse que l’élimination de la peste bovine en Afrique orientale a ouvert la voie à la maladie de Carré chez les hyènes, chacals, lycaons et lions. Ainsi, l'hypothèse est que la maladie de Carré à l'état endémique était contrôlée par l'ingestion de bétail infecté et permettait l'expression d'anticorps contre cette maladie.

## Épidémiologie
La peste bovine touche les artiodactyles, notamment les bovins et les buffles, mais elle peut aussi toucher des bovins et des caprins, les yacks, les zébus, les élans, les koudous, les gnous, des antilopes et les girafes ainsi que les phacochères et les potamochères. Elle n'est pas transmissible à l'être humain. Selon les souches de peste bovine, la mortalité varie de 30 à 80 %. Les animaux qui y survivent acquièrent une immunité longue à la maladie.
Elle se transmet à partir d'animaux infectés par contagion directe, c'est-à-dire par contact avec des animaux infectés, qui excrètent le virus par leurs sécrétions nasales et leurs fluides corporels,. 
En 2008, la maladie persiste à l'état enzootique en Asie, en Europe de l'Est et en Afrique de l'Est.
Il s'agit d'une maladie à déclaration obligatoire auprès de l'Organisation mondiale de la santé animale.
Dans les zones où la maladie était endémique, un programme d’éradication médicale par vaccination a été mis en œuvre (vaccin antibovipestique). La vaccination confère une longue période d’immunité (onze ans).

## Étiologie
L’agent pathogène est Morbillivirus pecoris, un morbillivirus de la famille des Paramyxoviridae. Il fait partie du même genre que le virus de la rougeole et celui de la maladie de Carré. Théoriquement, il peut survivre jusqu’à cinq mois dans le foin, la paille ou la terre, mais lorsqu’il y a processus de décomposition dans le fumier ou en entreposage le temps de survie ne dépasse pas 24 heures.

## Signes cliniques
Les symptômes sont non spécifiques. Le diagnostic repose sur des analyses sérologiques, réalisées sur des tissus ou du sang d'animaux, édictées par l'Organisation internationale de la santé animale.